# Manakur, Ranibennur
Manakur là một làng thuộc tehsil Ranibennur, huyện Haveri, bang Karnataka, Ấn Độ.